# Oxyton
Pour un article plus général, voir Accent tonique.
En linguistique, un oxyton est un mot dont l'accent tonique est placé sur la dernière syllabe.